# Telesur
A Televisión del Sur (Telesur ou teleSUR) é uma rede de televisão multi-estatal (ou seja, de vários governos) para América, com sede na Venezuela. Iniciou suas transmissões em 24 de Julho de 2005, aniversário de nascimento de Simón Bolívar. O canal, cujo lema é "Nuestro Norte es el Sur" (Nosso Norte é o Sul), foi criado numa parceria que é financiada pelos governos da Venezuela, Cuba e Nicarágua.
A Telesur é um canal televisivo que, segundo as próprias palavras, "nasce de uma evidente necessidade latino-americana: contar com um canal que permita a todos os habitantes desta vasta região difundir seus próprios valores, divulgar sua própria imagem, debater suas próprias ideias e transmitir seus próprios conteúdos, livre e equitativamente".
A Telesur é uma iniciativa do ex-presidente Hugo Chávez, da Venezuela, na época junto aos governos de Cuba, Argentina e Bolívia, que visa dar uma alternativa comunicacional para toda a América Latina e Caribe, em resposta à hegemonia das grandes corporações estadunidenses, como a CNN e outras emissoras que transmitem em espanhol, de Miami e Atlanta.
O novo canal possui correspondentes em Buenos Aires, La Paz, Havana,  Montevidéu, Bogotá, Caracas e Porto Príncipe. Em maio de 2009, por conta de uma reforma administrativa do governo venezuelano, a Telesur fechou as sucursais de Brasília, Cidade do México e Washington DC.
A cobertura do canal atinge toda a América, Europa Ocidental e norte da África, através de vários satélites. Para receber o sinal da Telesur de forma gratuita é necessária uma antena parabólica de 2,4m de diâmetro (banda C) ou de 60cm (banda Ku) e um IRD (receptor-decodificador) compatível com DVB. O sinal é transmitido 24 horas por dia.
A Telesur já sofreu represálias por parte do congresso norte-americano, através do congressista republicano da Flórida Connie Mack. Mack, três dias antes da inauguração da Telesur, elaborou um projeto de lei aprovado pela Câmara dos Representantes, visando obrigar o governo de seu país a gerar interferências no sinal de transmissão por satélite da Telesul. O objetivo seria evitar uma suposta propagação do antiamericanismo, que viria a ser promovido pelo canal. Chávez declarou que se essa lei estadunidense for aprovada, tomaria medidas técnicas para neutralizar seus efeitos, o que poderia iniciar uma "guerrilha eletrônica". Os opositores de Chávez acusam a Telesur de ser uma Al Jazira latino-americana.

### Viés Político

#### Venezuela
A Telesur foi uma ferramenta de propaganda para Hugo Chávez e sua Revolução Bolivariana, com a rede atuando como porta-voz do regime venezuelano. Segundo Aram Aharonian, fundador da Telesur, que foi removido da rede em dezembro de 2008 pelo ex-Ministério do Poder Popular para a Comunicação e Informação venezuelano Andres Izarra, Chávez "assumiu as rédeas" da Telesur e usou "propaganda como noticiário contínuo".
Em 2005, segundo Connie Mack IV, um Republicano do 14º distrito congressional da Flórida que foi autor de uma emenda na Câmara dos Representantes autorizando Washington a criar uma estação que transmitisse exclusivamente para a Venezuela, a Telesur minava o equilíbrio de poder no hemisfério ocidental e espalhava a "retórica anti-americana, anti-liberdade" de Chávez. Após a aprovação da emenda pela Câmara, o embaixador venezuelano em Washington, D.C., Bernardo Álvarez, afirmou que "na Venezuela existem 48 canais de acesso livre para qualquer pessoa com uma televisão e uma pequena antena. Apenas dois deles pertencem ao governo. Também é possível receber mais de 120 canais de quatro continentes". O presidente do Conselho de Radiodifusão dos Governadores dos EUA, que dirige as transmissões da Voz da América na América Latina, Walter Isaacson afirmou que os EUA não poderiam ser "ultrapassados em comunicação" por inimigos, como a Telesur.
Críticos argumentam que a Telesur atua como uma rede de propaganda para os governos de Hugo Chávez e Nicolás Maduro, e fornece uma cobertura que se concentra apenas em informações que podem beneficiar ou prejudicar um governo, de acordo com sua orientação política. Em 2019, a Telesur "insistiu em apontar através de reportagens que na Venezuela não há emergência humanitária, escassez ou crise geral" e "desconsiderou o êxodo de milhões de venezuelanos em busca de uma vida melhor". Uma publicação de junho de 2015 do Instituto Legatum afirma que a cobertura venezuelana da TeleSUR "tenta encobrir os abusos e fracassos do regime. A TeleSUR foca em uma cobertura exagerada de eventos negativos em outros lugares, como as tensões raciais em Ferguson, Missouri, ou o desemprego na Espanha, e estabelece comparações falsas, como equiparar as filas dos supermercados venezuelanos com as filas para o feriado de compras 'Black Friday' nos EUA."

#### Argentina
De acordo com o site argentino Infobae, durante uma grande manifestação na Argentina em dezembro de 2017 contra as políticas propostas pelo presidente argentino de centro-direita Mauricio Macri, (que anteriormente denunciou abusos aos direitos humanos na Venezuela), a Telesur "omitiu o ataque aos uniformes e o grande número de policiais feridos (...) e também omitiu que o protagonista de um dos incidentes era pré-candidato a deputado por um partido de esquerda, Santiago Sebastian Romero". Enquanto "houve manifestações na Venezuela contra as políticas econômicas do presidente venezuelano Nicolás Maduro no mesmo ano, que resultaram em 100 mortes, milhares de detenções arbitrárias e pessoas feridas. Nesses casos, a Telesur elogiou a Guarda Nacional da Venezuela e a Polícia Nacional Bolivariana, acusou os manifestantes de terem ligação com os Estados Unidos, e considerou o governo de Maduro como um promotor da paz".

## Desvinculação da Argentina
No dia 27 de março de 2016, o ministro das comunicações da Argentina, Hernán Lombardi, anunciou que o país não mais integraria a sociedade proprietária da Telesur. Desta forma, o canal deixou de ser transmitido na televisão aberta e de ser de inclusão obrigatória nas grades de transmissão das televisões pagas, por não ser mais um canal estatal. Em junho de 2016, a Argentina saiu definitivamente da Telesur.

## Confusão por declarações no Equador
Em 16 de março de 2018, Andrés Michelena Ayala, chefe do Ministério da Comunicação do Equador, expressou que algum tipo de valor não havia sido desembolsado na administração de Lenín Moreno e que no governo anterior "se entendeu que havia" uma contribuição. Mais tarde, Michelena retirou sua declaração inicial em 19 de março do mesmo ano, afirmando que o governo do Equador nunca havia financiado financeiramente essa emissora de televisão. Isso foi ratificado por Patricio Barriga Jaramillo, ex-secretário de Comunicação do governo. Rafael Correa, que disse que nunca contribuiu financeiramente para o meio, mas acrescentou que havia apenas um acordo para a operação e o compartilhamento de conteúdo.
Posteriormente, jornalistas, parte da mídia internacional, Orlando Pérez Sánchez e Christian Salas, através do jornalista Fabricio Vela, da Rádio Majestad do Equador, expressaram que o Estado equatoriano não alocou recursos para financiar a Telesur, nem no governo de Rafael Correa nem no de Lenín Moreno. Além disso, Salas esclareceu que a Telesur não possui correspondente em Guayaquil, como foi afirmado erroneamente, bem como o suposto financiamento.

## Desvinculação do Uruguai
Como parte de um processo de desideologização institucional, o Governo de Luis Alberto Lacalle Pou decidiu retirar no dia 13 de março de 2020 o financiamiento de seu país a esta emissora. Assim, o canal tem como sócios somente os governos de Cuba, Nicarágua e Venezuela.

## Características
O canal não tem fins comerciais ou de lucro. Uma mostra disso é a quase total ausência de publicidade. Além disso, o canal pode ser acessado gratuitamente através de sua página web e também em canais locais de alguns países de língua espanhola. Isso só foi possível graças ao financiamento público dos estados integrantes. Algumas operadoras de TV a cabo ou TV satelital também disponibilizam seu sinal.
A programacão da Telesur se diferencia de outros canais de notícias como Euronews, CNN ou BBC World, pois, além dos conteúdos informativos, oferece programas educativos, de debate, de entretenimento e filmes.
Algumas das emissões da teleSUR são ou foram:
- Noticias desde el Sur: notícias a partir da Venezuela, com dez correspondentes e 35 colaboradores nos países da região.
- Mesa Redonda Internacional: a partir de Cuba, se trata de um debate sobre política internacional e latino-americana.
- Noticias do Brasil: em colaboração com a TV Brasil, é programa diário com as notícias deste país.
- Resumen Aló Presidente: oferecia uma síntese do programa semanal do presidente venezuelano Hugo Chávez.
- Agenda del Sur: revista televisiva onde se tratam temas de cultura e política latino-americana.
- Memorias del Fuego: espaço documental sobre a história recente latino-americana.
- Videoteca Contracorrente: documentos da atualidade, perfis de personagens com uma visão crítica e progressista.
- Maestra Vida: biografias de personalidades latino-americanas.
- América Tierra Nuestra: espaço documental sobre as culturas e povos latino-americanos.
- De este Lado: emitido a partir do México; espaço de opinião e debate, moderado pela jornalista Blanche Petrich.
- Mediotanque: programa documental sobre a cultura e vida do Uruguai.
- CineSur: cinema latino-americano.

O conselho consultor da Telesur é integrado por socialistas americanos e outros do movimento socialista, como o Prêmio Nobel Adolfo Pérez Esquivel, o poeta nicaraguense Ernesto Cardenal, os escritores Eduardo Galeano e Tariq Ali, o historiador Ignacio Ramonet, o ator Danny Glover e o programador Richard Stallman, que abandonou a relação com a televisão em 2011.